# Lopholaena
Lopholaena là một chi thực vật có hoa trong họ Cúc (Asteraceae).

## Loài
Chi Lopholaena gồm các loài: